# UEFA-régiók kupája
Az UEFA-régiók kupája (angolul: UEFA Regions' Cup) egy, az UEFA által szervezett labdarúgókupa amatőr labdarúgócsapatok számára.
A kupát 1996-ban hozták létre, mert az UEFA-Amatőr kupát követően nem volt kupasorozat az amatőr labdarúgók részére. Az első kiírást 1999-ben tartották, azóta két évente megrendezik. A tornán regionális csapatok vesznek részt.

## Eredmények
| 1999 Részletek | Olaszország   | Veneto            | 3 – 2 (h.u.)                | Madrid             | Prága        | Tabella alapján | Kijev             |
| 2001 Részletek | Csehország    | Morvaország       | 2 – 2 (h.u.) (4 – 2 (b.u.)) | Braga              | Madrid       | Tabella alapján | Plovdiv           |
| 2003 Részletek | Németország   | Piemont           | 2 – 1                       | Maine              | Szabolcs     | Tabella alapján | Württemberg       |
| 2005 Részletek | Lengyelország | Baszkföld         | 1 – 0                       | Délnyugat-Szófia   | Herszon      | Tabella alapján | Zsolna            |
| 2007 Részletek | Bulgária      | Alsó-Szilézia     | 2 – 1 (h.u.)                | Délkeleti régió    | Aveiro       | Tabella alapján | Tuzla             |
| 2009 Részletek | Horvátország  | Kasztília és León | 2 – 1                       | Olténia            | Privolzsje   | Tabella alapján | Kempen            |
| 2011 Részletek | Portugália    | Braga             | 2 – 1                       | Leinster & Munster | Zlín         | Tabella alapján | Belgrád           |
| 2013 Részletek | Olaszország   | Veneto            | 0 – 0 (h.u.) (5 – 4 (b.u.)) | katalónia          | Keleti régió | Tabella alapján | Iszlah Minszk     |
| 2015 Részletek | Írország      | Keleti régió      | 1 – 0                       | Zágráb             | Ankara       | Tabella alapján | Württemberg       |
| 2017 Részletek | Törökország   | Zágráb            | 1 – 0                       | Munster/Connacht   | Isztambul    | Tabella alapján | Rosztov Oblasztyi |
| 2019 Részletek | Németország   | Alsó-Szilézia     | 3 – 2                       | Bajorország        | Isztambul    | Tabella alapján | Kasztília és León |

- h.u. – hosszabbítás után
- b.u. – büntetők után